# Recz (gemeente)
De gemeente Recz is een stad- en landgemeente in het Poolse woiwodschap West-Pommeren, in powiat Choszczeński.
De gemeente bestaat uit 15 administratieve plaatsen solectwo: Grabowiec, Jarostowo, Lubieniów, Nętkowo, Pamięcin, Pomień, Rajsko, Rybaki, Sicko, Słutowo, Sokoliniec, Suliborek, Sulibórz, Wielgoszcz en Żeliszewo.
Zetel van de gemeente is in de stad Recz.
De gemeente beslaat 13,6% van de totale oppervlakte van de powiat.

## Demografie
Stand op 30 juni 2004:
| Omschrijving                   | Totaal | Totaal | Vrouwen | Vrouwen | Mannen | Mannen |
| ------------------------------ | ------ | ------ | ------- | ------- | ------ | ------ |
| eenheid                        | aantal | %      | aantal  | %       | aantal | %      |
| inwoners                       | 5768   | 100    | 2920    | 50,6    | 2848   | 49,4   |
| bevolkingsdichtheid (inw./km²) | 32     | 32     | 16,2    | 16,2    | 15,8   | 15,8   |

De gemeente heeft 11,5% van het aantal inwoners van de powiat. In 2002 bedroeg het gemiddelde inkomen per inwoner 1532,96 zł.

## Plaatsen zonder de statussołectwo
Chełpina, Kraśnik, Lestnica, Pomianka, Rybnica, Trzebień, Witosław, Zdbino.

## Aangrenzende gemeenten
- Choszczno en Drawno (w powiecie powiat Choszczeński), Dobrzany, Ińsko en Suchań (w powiecie (powiat Stargardzki) en Kalisz Pomorski (w powiat Drawski)